# Stylisma villosa
Stylisma villosa är en vindeväxtart som först beskrevs av George Valentine Nash, och fick sitt nu gällande namn av Homer Doliver House. Stylisma villosa ingår i släktet Stylisma och familjen vindeväxter. Inga underarter finns listade i Catalogue of Life.